# Патч
Патч або латка (англ. Patch) — інформація, призначена для автоматизованого внесення певних змін в комп'ютерні файли.
Виправлення може застосовуватися до файлів вже встановленої програми, або до її початкових кодів. Сюди входить виправлення помилок, зміна зовнішнього вигляду, поліпшення ергономічності або продуктивності програм, а також будь-які інші зміни, які розробник побажав зробити.
Розмір патчів може варіюватися від декількох кілобайт до сотень мегабайт. Зокрема, дуже великими патчі можуть бути при зміні або заміні бінарних даних, таких як файли з графікою і звуком (часто зустрічаються в комп'ютерних іграх). Тим не менш, великий розмір може бути викликаний і численністю внесених змін. При цьому слова «патч», «латка» зазвичай використовуються для позначення невеликих виправлень окремих програм. Великі патчі, що значно змінюють або оновлюють систему або набір програм називають пакетом оновлень (Service Pack).
Патч для внесення змін в початковий код зазвичай має формат текстового файлу.
В ОС UNIX та Linux патч може бути отриманий командою diff, застосований командою patch.

## Приклад
Первинний файл:
```
int
 
main
()
 
{

    
printf
(
"Hello"
);

}

```

Вміст файла патчу:
```
2
c2
,
3

<
 
printf
(
"Hello"
);

---

>
 
printf
(
"Hello
\n
"
);

>
 
return
 
0
;

```

Файл після накладання патчу:
```
int
 
main
()
 
{

    
printf
(
"Hello
\n
"
);

    
return
 
0
;

}

```

## Патч в культурі
- «Як пропатчити KDE2 під FreeBSD?» — Інтернет-мем, питання, яке досить часто ставлять Президентам[3][4].